# Die Richterin von Solvingsholm
Die Richterin von Solvingsholm ist ein deutsches Stummfilmmelodram aus dem Jahre 1916 mit Maria Carmi in der Titelrolle.

## Handlung
In Schweden, zu Beginn des 17. Jahrhunderts. Gunna, die Frau des geachteten Richters von Solvingsholm, ist soeben Witwe geworden. Wie es Tradition ist, wird sie ein Jahr lang die Amtsfunktion ihres verstorbenen Gatten übernehmen. Während sich der gesamte Ort der Trauer hingibt, ist der Tod des Alten Hendrik, dem Knecht, nicht unrecht, hat er doch schon seit langem ein Auge auf die schöne Witwe geworfen. Obwohl Gunna Hendriks Werbungen und Verlockungen nicht abhold ist, fühlt sie sich in ihrem Schmerz, so früh Witwe geworden zu sein, noch ganz ihrem verstorbenen Mann verbunden und weist aus diesem Grund Hendriks Zuneigungsbemühungen vorerst zurück. Hendrik respektiert Gunnas Trauerphase und geht seiner Arbeit nach, ohne die junge Richterin weiter zu bedrängen. 
Eines Tages taucht die alte Dorfhexe Zorka auf, die eigentlich mit dem toten Richter noch ein Hühnchen zu rupfen hatte, weil er sie dereinst wegen Diebstahls in den Kerker werfen ließ. Da sie sich nun nicht mehr an dem Richter rächen kann, will sie ihre Rachegelüste an dessen Witwe stillen. Als ein junger Spielmann eines Tages des Weges kommt, weiß sie auch, wie sie einen Keil zwischen Gunna und Hendrik treiben kann. Der Spielmann lockt mit seinen Weisen die jungen Mädchen des Dorfes an. Als der Geiger aber Gunna sieht, ist es um ihn geschehen: er lässt alle Bewunderinnen links liegen und umgarnt die junge Witwe. Dies aber stößt bei Hendrik erwartungsgemäß auf wenig Gegenliebe, sondern macht den jungen Oberknecht, wie von der Dorfhexe beabsichtigt, eifersüchtig. Der Geiger hat jedoch mit seinen Bemühungen Gunna gegenüber wenig Erfolg, vielmehr lacht diese ihn aus und überzieht ihn mit mitleidigem Spott. Doch die hinterhältige Zorka weiß Rat. Sie nimmt den Geiger zur Seite und braut ihm einen Liebestrank, mit dem Gunna gefügig gemacht werden könne. Auf dem kommenden Herbstfest, so plant der Spielmann, wolle er das Gebräu in seinem Sinne einsetzen. 
Auf dem Herbstfest lauschen die Anwesenden entzückt den Geigentönen des Spielmanns, während Gunna ganz in Gedanken versunken nur an ihren Hendrik denkt. Wie es die Tradition will, soll Gunna aus jedem Glas, das ihr von einem der Anwesenden gereicht wird, einen Schluck trinken. Bei dem Spielmann jedoch verweigert sie sich und kommt erst nach massivem Drängen dessen Begehr nach. Hendrik erkennt aus gehörigem Abstand, wie daraufhin Gunnas Wangen erglühen und funkeln. Zorka nutzt die Gunst der Situation und macht sich nun an Hendrik heran, um das Feuer der aufkeimenden Eifersucht noch anzufachen. Mit hohnerfüllter Stimme rät sie dem jungen Mann, er möge in der kommenden Nacht sehr auf Gunna und ihre gefährdete Unschuld Acht geben. Hendrik schleicht nach dem Ende des Festes daraufhin dem Spielmann nach und sieht, wie er die Stufen zu Gunnas Schlafgemach hinaufsteigt. Der Oberknecht stürzt sich auf den Rivalen, und es kommt zum Kampf auf Leben und Tod, den der Geiger verliert. Vom Lärm geweckt, eilt Gunna ans Fester und sieht Hendrik gebeugt über den Leichnam des Konkurrenten stehen. Schmerzerfüllt sinkt sie vor einem Christusbild nieder und bittet um die Kraft, ihrem Amt als Richterin, die nun am nächsten Tag auch über Hendrik zu urteilen habe, in gerechter Weise nachkommen zu können. 
Hin- und hergerissen zwischen Pflicht und Leidenschaft, wickelt Gunna, die Richterin von Solvingsholm, einen Dolch in ein Stück beschriftetes Papier. Darauf steht geschrieben: “Den Tod muss ich dir geben, gib Du mir das ewige Leben!”. Dann geht sie zum Gefängnis, in dem Hendrik auf seinen Prozess wartet, und wirft die umwickelte Waffe durch die Gitterstäbe in dessen Zelle. Ein langer Zug von Dörflern reiht sich schließlich auf, um sich zur Richtstätte zu begeben, wo der Delinquent seiner „gerechten“ Strafe zugeführt werden soll. In ihm schreitet auch die Richterin von Solvingsholm, die Augen verbunden, denn Justitia ist ja bekanntlich blind. Vor den Toren des Ortes angekommen, wird die von der Augenbinde befreite Richterin vom Dorfältesten gefragt, ob sie in diesem Falle Gnade vor Recht walten lassen wolle. Sie erwidert jedoch: „Er muss sterben“. Dann breitet Gunna die Arme auseinander und gibt sich nach einem langen Kuss ganz Hendrik hin, der den ihm gereichten und versteckt mitgeführten Dolch in ihr Herz stößt. Dann stirbt auch er.

## Produktionsnotizen
Die Richterin von Solvingsholm passierte im November 1916 die Filmzensur und wurde, laut Gerhard Lamprecht, im April 1917 uraufgeführt. Die Länge des Vierakters betrug 1480 Meter.

## Kritik
„Maria Carmi als Richterin von Solvingsholm! Eine Rolle, in der die große Schauspielerin ihrer Kunst wieder herrliche neue Seiten abringt. Diese weihe- und würdevolle Ruhe des Spiels, und dieses edle Ebenmaß ihrer gleitenden Bewegungen, das aus dieser Rolle besonders wohltuend ins Auge springt. (…) Großartig, ja geradezu ideal ist auch die Technik zu nennen, die sich haarklein dem Milieu anpaßt, und durch prachtvolle Freilichtaufnahmen unser Auge entzückt. Alles eint sich hier zu einem harmonisch-schönen Ganzen, das nach allen Richtungen hin befriedigend wirkt...“